# Kamienica Gottlieba Beera w Łodzi
Kamienica Gottlieba Beera – najstarszy piętrowy murowany dom w Łodzi. Znajduje się przy ulicy Piotrkowskiej 243.

## Historia
Kamienica została wybudowana w 1835 na zlecenie tkacza Gotlieba Beera (Baera). Początkowo miał to być parterowy budynek, podobny do innych stawianych wówczas na ulicy Piotrkowskiej. Właściciel dopuścił się jednak samowoli budowlanej i zlecił wykonanie piętra, przez co miała tak powstać pierwsza w Łodzi kamienica. Kamienica na parterze miała trzy, na piętrze cztery, a na poddaszu dwie izby.
W 1850 swoją działalność rozpoczęła tutaj rządowa szkoła elementarna ewangelicko-katolicka. Wówczas kamienica została rozbudowana o dwie oficyny i specjalną część na podwórzu z aulą. Natomiast fasada została odrestaurowana i dodano do niej elementy stylu neorenesansowego. Szkoła zajmowała zaledwie dwa pomieszczenia, przez co uczniowie przebywali w dużej ciasnocie (w roku otwarcia zapisanych do szkoły było ponad 400 uczniów, a w 1855 przeszło 600). W 1857 wdowa po właścicielu, Rachela Baer, wymówiła szkole pomieszczenia ze względu na zbyt niskie komorne (165 rubli rocznie), lecz po interwencji pastora Karola Gustawa Manitiusa doszło do ugody (wdowa otrzymała 300 zamiast żądanych 360 rubli). W 1859 szkołę postanowiono podzielić, tak aby katolicy i ewangelicy pobierali nauki w oddzielnych placówkach. Jeszcze przed podziałem, w 1860, szkołę ewangelicko-katolicką przeniesiono na ulicę Główną 44 do budynku Traugotta Keilicha. Rok później w budynku była już tylko szkoła ewangelicka.
W latach 70. kolejny właściciel – Ludwik Keller rozbudował budynek o północną oficynę oraz dodatkowy segment od frontu. W 1889 roku dobudowano od strony południowej trzyosiową przybudówkę w formie ryzalitu.
W 1910 miało tutaj swoją siedzibę Łódzkie Męskie Towarzystwo Śpiewacze, które stanowiło ważne miejsce życia towarzyskiego i kulturalnego łódzkich Niemców. Na potrzeby towarzystwa na posesji wybudowano salę koncertową. Po II wojnie światowej w budynku działał Teatr Muzyczny Lutnia, następnie kino, a w latach 90. przez niedługi czas Filharmonia Łódzka. Mieściły się tutaj również bar ''Pod Lutnią'', zegarmistrz, salon fryzjerski, a także pracownia witraży.
Kamienica przez wiele lat niszczała. W 2007 wybuchł w niej pożar, który strawił dach oraz konstrukcję. Mieszkańcy części frontowej musieli się wówczas wyprowadzić. Dach naprawiono, a okna zabito deskami. 18 października 2012 budynek wpisano do rejestru zabytków. W 2013 rozpoczęto kompleksowy remont kamienicy w ramach projektu Mia100 kamienic. Zakończył się on w 2017 i kosztował ok. 10 mln zł. Oddano wówczas do użytku 16 lokali mieszkaniowych (40-56 m²) oraz 5 użytkowych.
Aktualnie w budynku kamienicy działa Teatr DOM oraz perfumeria Impressium.